# Barnes City
Pour les articles homonymes, voir Barnes.
Barnes City est une ville des  comtés de Mahaska et Poweshiek, en Iowa, aux États-Unis. Elle est incorporée le 20 avril 1899.

## Source de la traduction
- (en) Cet article est partiellement ou en totalité issu de l’article de Wikipédia en anglais intitulé « Barnes City, Iowa » (voir la liste des auteurs).